# Montague (Massachusetts)
Montague és una població dels Estats Units a l'estat de Massachusetts. Segons el cens del 2000 tenia 8.489 habitants.

## Demografia
Segons el cens del 2000, Montague tenia 8.489 habitants, 3.616 habitatges, i 2.169 famílies. La densitat de població era de 107,8 habitants/km².
Dels 3.616 habitatges en un 28,7% hi vivien nens de menys de 18 anys, en un 42,9% hi vivien parelles casades, en un 12,4% dones solteres, i en un 40% no eren unitats familiars. En el 31,9% dels habitatges hi vivien persones soles el 13,5% de les quals corresponia a persones de 65 anys o més que vivien soles. El nombre mitjà de persones vivint en cada habitatge era de 2,31 i el nombre mitjà de persones que vivien en cada família era de 2,9.
Per edats la població es repartia de la següent manera: un 23% tenia menys de 18 anys, un 7,8% entre 18 i 24, un 29,3% entre 25 i 44, un 23,4% de 45 a 60 i un 16,5% 65 anys o més.
L'edat mitjana era de 39 anys. Per cada 100 dones de 18 o més anys hi havia 88,6 homes.
La renda mitjana per habitatge era de 33.750 $ i la renda mediana per família de 43.194$. Els homes tenien una renda mitjana de 33.705 $ mentre que les dones 27.303$. La renda per capita de la població era de 17.794$. Entorn del 9,1% de les famílies i el 13,1% de la població estaven per davall del llindar de pobresa.